# Dzień puszczyka
Dzień puszczyka (wł. Il giorno della civetta) – włosko-francuski dramat kryminalny z 1968 roku w reżyserii Damiano Damianiego, zrealizowany na podstawie powieści z 1961 roku pod tym samym tytułem autorstwa Leonardo Sciascii. Zdjęcia kręcono w sycylijskim miasteczku Partinico.

## Obsada
- Franco Nero – kapitan Bellodi
  - Sergio Graziani – kapitan Bellodi (głos)
- Claudia Cardinale – Rosa Nicolosi
  - Rita Savagnone – Rosa Nicolosi (głos)
- Lee J. Cobb – don Mariano Arena
  - Corrado Gaipa – don Mariano Arena (głos)
- Nehemiah Persoff – Saro Pizzuco
  - Arturo Dominici – Saro Pizzuco (głos)
- Serge Reggiani – Patrineddu
  - Oreste Lionello – Patrineddu (głos)
- Tano Cimarrosa – Zecchinetta